# Interactive Brokers
Interactive Brokers is een broker gevestigd in de staat Connecticut in de Verenigde Staten en genoteerd aan de NASDAQ. Het bedrijf werd in 1977 opgericht door Thomas Peterffy en tot 2001 stond het bekend onder de naam Timber Hill.
Interactive Brokers is een online broker die zijn klanten in staat stelt wereldwijd op effectenbeurzen te handelen. In tegenstelling tot retail banken geeft deze broker haar klanten geen gelegenheid om een tekort aan dekkingswaarde aan te vullen. Als er een tekort ontstaat worden binnen een half uur posities in de portefeuille van de klant geliquideerd om het tekort op te heffen. Het dochterbedrijf van Interactive Brokers in Londen bedient de Europese markt. Deze dochter heeft op haar beurt weer onderaannemers specifiek actief in de Nederlandse markt, zoals Today's Brokers en Lynx en WH Selfinvest in de Belgische markt.